# Magdalena Tesławska
Magdalena Biernawska-Tesławska (ur. 30 stycznia 1945 w Kamienicy, zm. 6 lutego 2011 w Warszawie) – kostiumograf filmowa i teatralna. Absolwentka Państwowej Wyższej Szkoły Sztuk Plastycznych w Łodzi w 1969 roku.

## Nagrody i wyróżnienia
- 1999 – Nagroda Festiwalu Polskich Filmów Fabularnych w kategorii kostiumy, za film: Wrota Europy
- 2001 – Orzeł w kategorii kostiumy za rok 2000, za film: Wrota Europy
- 2002 – Orzeł w kategorii kostiumy za rok 2001, za film: Quo Vadis
- 2003 – Orzeł (nominacja) w kategorii kostiumy, za film: Chopin. Pragnienie miłości
- 2004 – Orzeł w kategorii kostiumy za rok 2003, za film: Stara baśń. Kiedy słońce było bogiem

## Filmografia (wybór)
Kostiumy:
- 1974: Potop
- 1999: Pan Tadeusz
- 1999: Wrota Europy
- 2000: Ogniem i mieczem
- 2001: Avalon
- 2002: Chopin. Pragnienie miłości
- 2002: Quo vadis
- 2003: Stara baśń. Kiedy słońce było bogiem